# Strâmbu (okręg Kluż)
Strâmbu – wieś w Rumunii, w okręgu Kluż, w gminie Chiuiești. W 2011 roku liczyła 307 mieszkańców.